# Khmer Issarak

Khmer Issarak đã chọn một lá cờ nền màu đỏ với hình bóng Angkor Wat có năm ngọn tháp màu vàng. Lá cờ này về sau được KUFNS lấy làm quốc kỳ chính thức của nước Cộng hòa Nhân dân Campuchia.

Khmer Issarak (Khmer: ខ្មែរឥស្សរៈ; nghĩa là Khmer Độc Lập)  là một cựu phong trào chính trị dân tộc chủ nghĩa Khmer chống Pháp xuất hiện vào năm 1945 với sự ủng hộ của Chính phủ Thái Lan. Với mục đích đánh đuổi thực dân Pháp ra khỏi Campuchia và thành lập một nhà nước Khmer độc lập, tự chủ. Do tồn tại những hệ tư tưởng chính trị khác biệt cuối cùng đã dẫn đến sự tan rã của phong trào này, khá nhiều nhân vật Khmer Issarak về sau đều tham gia vào cuộc nội chiến Campuchia.

## Thành lập

### Cánh hữu
Phong trào Khmer Issarak được Poc Khun thành lập vào năm 1940 ở Bangkok, Thái Lan, gần như cùng một lúc khi Sơn Ngọc Thành cầu xin phía Nhật giúp đỡ trong việc chống Pháp. Giống như Thành, người Thái hy vọng sẽ khai thác điểm yếu của Pháp ở Campuchia, mặc dù mục đích cuối cùng vẫn là để củng cố tham vọng lãnh thổ. Tháng 11 năm 1940, Thái Lan đã kiểm soát tỉnh Battambang và Siem Reap, một hành động được sự đồng ý của người Nhật bốn tháng sau. Tổ chức Khmer Issarak mới thành lập được dùng để hợp pháp hóa khu vực chiếm đóng bằng cách đề cử Poc Khun làm đại diện tỉnh Battambang trong Quốc hội Thái Lan.
Tổ chức do Thái Lan bảo trợ của Poc Khun đã sụp đổ vào đầu năm 1946 do bất đồng nội bộ: khái niệm của một phong trào dân tộc Campuchia do Thái Lan tài trợ không có vẻ hấp dẫn quần chúng nhân dân vốn đã mệt mỏi sự bóc lột của thực dân Pháp tại Campuchia. Đến tháng 12 năm 1946, Thái Lan đã buộc phải từ bỏ quyền kiểm soát các tỉnh Battambang, Siem Reap và Stung Treng; các quan chức Thái Lan đã nhanh chóng ký kết thỏa thuận với nhà lãnh đạo phiến quân kiêm tư lệnh lực lượng vũ trang địa phương Dap Chhuon, rằng họ sẽ ủng hộ và trợ giúp cho các nhóm du kích chống Pháp của ông: với hy vọng không chắc rằng họ có thể kích động một cuộc nổi loạn trong khu vực và sau đó sáp nhập nó dưới chiêu bài xoa dịu tình hình. Thái Lan còn đề nghị hỗ trợ cho Hoàng thân Norodom Chantaraingsey và một số cá nhân khác kiểm soát các đơn vị vũ trang, nhưng Issarak do người Thái hậu thuẫn dần suy yếu do sự sụp đổ của chính phủ Thái Lan cánh tả vào năm 1947.

### Cánh tả
Nhóm Issarak lớn khác được bắt đầu bởi hai cựu tăng sư là Achar Mean và Achar Sok, cả hai về sau được biết đến với tên Sơn Ngọc Minh và Tou Samouth. Một cuộc bạo động đòi độc lập đã xảy ra tại thủ đô Phnom Penh vào ngày 20 tháng 7 năm 1942, Mean có tham gia nổi loạn nhưng thất bại phải chạy trốn về phía bắc Kampong Chhnang và quyết định tổ chức một nhóm kháng chiến vũ trang. Achar Sok, một giáo sư chuyên giảng dạy tiếng Pali tại một tu viện ở Phnom Penh, cũng tham gia vào cuộc nổi loạn năm 1942; sau sự cố tu viện bị dính bom lạc của Không quân Mỹ vào năm 1945, ông chạy trốn và cuối cùng đi theo Việt Minh. Vào cuối năm 1945, họ cùng làm việc với Đảng Cộng sản Đông Dương (ICP), tại Việt Nam, Việt Minh đã lãnh đạo Cách mạng tháng Tám thành công sau khi Nhật Bản đầu hàng. Họ thu được nhiều tân binh mới trong số các dân tộc Khmer Krom ở miền nam Việt Nam.
Tuy Đảng Cộng sản Đông Dương (ra đời năm 1930) đã tuyên bố tự giải thể vào năm 1945, nhưng trên thực tế vẫn chỉ đạo chính trị các nhóm cộng sản ở Đông Dương dưới tên gọi Hội nghiên cứu chủ nghĩa Marx. Nhóm các đảng viên cộng sản người Campuchia liên minh với những người thuộc các xu hướng chính trị khác bắt đầu tổ chức và xây dựng lực lượng vũ trang riêng với tên gọi là Khmer Issarak, cùng tham gia phong trào kháng chiến chống thực dân Pháp, giành độc lập dân tộc, phối hợp hoạt động với Việt Minh tại Việt Nam. Trong suốt nửa sau thập niên 1940, các nhóm Việt Minh tiếp tục xâm nhập vào miền bắc và miền đông Campuchia, hoạt động cùng với các nhóm cánh tả Issarak ngày càng tăng. Đảng Cộng sản Đông Dương tiếp tục hỗ trợ, huấn luyện người Khmer bản địa đấu tranh vũ trang chống Pháp.

## Ủy ban Giải phóng Dân tộc Khmer
Ngày 1 tháng 2 năm 1948, phong trào Issarak thành lập Ủy ban Giải phóng Dân tộc Khmer với Chhuon là chủ tịch. Năm trong số mười một nhà lãnh đạo có thiện cảm với Việt Nam, đẩy mạnh một số yếu tố vững chắc của phong trào Issarak. Mặc dù Chhuon lấy danh nghĩa chống cộng sản, tổ chức cũng đã có hai người quan trọng ủng hộ Việt Minh: Sieu Heng, người đứng đầu của Đảng Cộng sản Đông Dương chi nhánh khu vực Tây Bắc và người cháu Long Bunruot mà về sau đổi tên thành Nuon Chea sau này trở thành phó chủ tịch của Đảng Cộng sản Campuchia (CPK), được xem là nhân vật lãnh đạo chủ chốt thứ hai chỉ sau Pol Pot.
Vào thời điểm này, Việt Minh đã dẫn đầu một nỗ lực phối hợp để thúc đẩy Issarak chống chủ nghĩa thực dân và biến nó thành sự hỗ trợ cho cộng sản nói chung và cộng sản Việt Nam nói riêng. Điều đặc biệt là các trường hợp ở phía đông của đất nước, nơi mà các chi bộ du kích thường được chỉ huy bởi người Việt và các tân binh người Campuchia gia nhập lực lượng này thường xuyên tham dự các trường chính trị của Đảng Cộng sản Đông Dương. Ở đó, họ được giảng dạy chủ nghĩa Mác-Lênin và những ưu điểm của việc hợp tác với phía Việt Nam. Ở phía bên kia của đất nước, Sơn Ngọc Minh đã trở về từ Thái Lan với đầy vũ khí đủ để trang bị cho một đại đội khá lớn. Năm 1947, ông thành lập Ủy ban Giải phóng Tây Nam Campuchia (điều này được đặc biệt lưu ý, bởi vì sau khi cuộc nội chiến 1970-1975 kết thúc, phía Tây Nam xuất hiện một lực lượng cộng sản có tổ chức và mạnh nhất ở Campuchia mà sẽ tạo thành cốt lõi chính cho sự ủng hộ Pol Pot). Cuối năm 1948, nhiều vùng miền của đất nước được đặt dưới sự kiểm soát hiệu quả của các tổ chức Issarak lớn mạnh.
Tuy nhiên, tới năm 1949, phong trào Issarak dưới hình thức này đã kết thúc: Pháp bắt đầu khai thác sự tham lam của một số nhà lãnh đạo Issarak bằng cách giao cho họ những vị trí trong chính quyền thuộc địa, trong khi những người khác thì tham gia tổ chức triệt để hơn. Ủy ban Giải phóng Dân tộc Khmer của Chhuon đã trục xuất Sieu Heng và phần lớn người cánh tả khác và đổi tên mới là Ủy ban Giải phóng Quốc gia Khmer, với Hoàng thân Chantaraingsey là chỉ huy quân sự. Tou Samouth và một số người cánh tả khác tách ra thành lập Mặt trận Issarak Thống nhất, có sự tham gia sâu rộng của phía Việt Nam. Trong khoảng thời gian Chhuon sang Pháp thực hiện các cuộc hội đàm riêng biệt, đột nhiên Chantaraingsey quyết định rời khỏi Ủy ban Giải phóng Quốc gia Khmer và đứng vào hàng ngũ của một người cánh hữu là nhà dân tộc chủ nghĩa chống nền quân chủ Khmer, Sơn Ngọc Thành, thủ lĩnh Khmer Serei (Khmer Tự Do).

## Di sản
Các nhóm Issarak trong thập niên 1940 và 1950, mặc dù không phải là một phong trào thống nhất, là điều quan trọng đối với các phong trào dân tộc chủ nghĩa và cộng sản. Nhưng cũng vì mục tiêu, nguyên tắc của họ, và việc họ sử dụng chiến thuật du kích và các vụ bạo lực cực đoan đôi lúc xảy ra khiến họ không thuần túy là một tổ chức cộng sản. Nhiều người thuộc tổ chức này sau đó gia nhập Sangkum của Norodom Sihanouk hoặc gia nhập lực lượng cộng sản.
Nhiều người trong số các nhóm hợp thành của Khmer Issarak, đặc biệt các nhóm cánh hữu của nó từng tham gia trong chính phủ dưới thời Hoàng thân Norodom Sihanouk sau khi giành độc lập. Lãnh đạo Issarak Dap Chhuon được trao quyền lực đáng kể như Đại biểu Hoàng gia và Thống đốc Siem Reap, về sau ông bị lực lượng của Sihanouk giết chết vào năm 1959 sau khi bị cáo buộc có tham gia vào một âm mưu đảo chính. Nhóm lớn duy nhất không bị hợp nhất với chính phủ Sihanouk là Khmer Serei của Sơn Ngọc Thành, một nhân vật vẫn kiên quyết chống lại chính thể quân chủ.
Không chỉ chiến thuật du kích và tổ chức của những lực lượng Issarak được phe cộng sản gọi chung là Khmer Đỏ mô phỏng trong cuộc nội chiến Campuchia, nhưng nhiều người cộng sản sau đó đã được giới thiệu lần đầu tiên các khái niệm của chủ nghĩa Mác-Lênin trong khi tham gia với Issarak. Tại khu vực phía đông của Campuchia, những nhà lãnh đạo của những lực lượng chịu ảnh hưởng của Việt Minh phần lớn vẫn không thay đổi cho đến trước và sau khi thành lập nhà nước Campuchia Dân chủ. Cho đến khi họ bị Pol Pot thanh trừng vào năm 1976, lực lượng của họ không chỉ mặc quân phục khác với những người trung thành với Pol Pot, mà các khác biệt cả trong cách đối xử của họ đối với dân chúng và để giữ lại một mức độ nhất định lòng trung thành với Sihanouk.